# Niwki (Nowy Targ)
Pour les articles homonymes, voir Niwki.
Niwki est une localité polonaise de la gmina de Krościenko nad Dunajcem, située dans le powiat de Nowy Targ en voïvodie de Petite-Pologne.